# Touho
Touho (in cèmuhî: Tuo) è un comune francese della Nuova Caledonia nella Provincia Nord.
La popolazione è in maggioranza kanak.